# Рудалова, Светлана Викторовна
Светлана Викторовна Рудалова (бел. Святлана Віктараўна Рудалава) — белорусская гимнастка, призёр чемпионатов мира и Европы.
Начала заниматься художественной гимнастикой с шести лет, сначала в кременчугской секции ДЮСШ № 1, затем под руководством Натальи Солодовниковой. Позже тренировалась в Симферополе в школе Любови Серебрянской (матери и тренера олимпийской чемпионки Екатерины Серебрянской). В восемнадцатилетнем возрасте переехала в Минск, намереваясь попасть в команду по групповым упражнениям, но Ирина Лепарская, тренер белорусской сборной, приняла решение, что спортсменка будет выступать в индивидуальном зачёте.
Первым крупным международным стартом для Рудаловой в составе сборной Беларуси стал чемпионат Европы 2002 года в Гранаде, где она заняла четвёртое место в командном многоборье (совместно с Инной Жуковой и Илоной Осядовской) и стала восьмой в индивидуальном многоборье. Неоднократно становилась призёром как в индивидуальном многоборье, так и в финалах отдельных видов на последовавших в дальнейшем этапах Гран-При и Кубка мира, а также в командном многоборье на чемпионатах мира и Европы.
Участница Олимпийских игр в Афинах 2004 года, успешно прошедшая квалификацию с общим счётом 95.925 баллов и в финале занявшая 10 место с общим результатом 97.275 баллов.
Завершила карьеру после сезона 2009 года, в мае 2011 года вышла замуж за олимпийского чемпиона по фристайлу Алексея Гришина. В сентябре того же года у них родилась дочь, которую назвали Софи.

## Спортивные достижения
- Бронзовый призёр чемпионата мира 2003 года в Будапеште в командном первенстве (вместе с Инной Жуковой, Валерией Курильской и Любовью Черкашиной).
- Бронзовый призёр чемпионата мира 2005 года в Баку в командных соревнованиях (вместе с Инной Жуковой, Валерией Курильской и Любовью Черкашиной).
- Серебряный призёр чемпионата мира 2007 года в Патрах в командном первенстве (вместе с Инной Жуковой и Любовью Черкашиной).
- Серебряный призёр чемпионата мира 2009 года в Миэ в командном первенстве (вместе с Мелитиной Станюта и Любовью Черкашиной).